# Méhtánc

A rezgőtánc – a tánc iránya a függőlegestől akkora szögben tér el, amekkora a táplálék irányának szögeltérése a Naphoz viszonyítva. A tánc időtartama a tápláléklelőhely távolságát jelzi.

A méhtánc kifejezést a méhészetben és az etológiában használják, a házi méh (Apis mellifera) egyik jellegzetes viselkedésének leírására. A kaptárba visszatérő felderítő méh a tánc segítségével tudatja fajtársaival az általa talált táplálékforrás minőségét, irányát és távolságát. Tehát a méhtánc kommunikatív aktus, és mint ilyen, a társas viselkedésformák egyike. Habár már Arisztotelész is leírta, csak Spitzner német pap magyarázta meg 1788-ban, miután üvegfalú kaptár segítségével tanulmányozta a méhek viselkedését. A méhtánc jelenségét Karl von Frisch osztrák etológus fejtette meg újra több évtizedes munkával, és részletes, döntő fontosságú kísérleteket végzett, amiért 1973-ban Konrad Lorenz-cel és Niko Tinbergennel megosztva orvosi és fiziológiai Nobel-díjban részesült. Kezdetben azt feltételezték, hogy a méhek két eltérő táncformát – a kerektáncot („körkörös”) és a rezgőtáncot („potrohrázó”) – használnak, amelyek a körkörös tánccal a viszonylag közeli (300-500 méteren belüli), a potrohrázóssal a távoli lelőhelyekről (akár 12 km távolságig) adnak információt. További kutatások kiderítették, hogy a körtánc megegyezik a rezgőtánccal.

## A méhtánc típusai
A méhek táncát alapvetően kétféle típusba sorolta Frisch:
- mikor a talált táplálék 100 m-en belül található, a felderítő egyed kerektáncot vagy körtáncot végez, melynek során körbe-körbe szaladgál a kaptárban. Eközben a többi méh a felderítő egyed által hozott nektármintából értesül a talált virág minőségéről.
- ha a táplálék messzebb van, annak távolságáról és irányáról a rezgőtánc tudósít. Ennek során az egyed nyolcas alakban táncol, a körívek közötti egyenes szakaszon a potrohát rázva. Egyes fajok szabad területen, vízszintes felületen táncolnak, ekkor a nyolcas egyenes szakasza a táplálék irányába mutat. Az egyenes szakasz hossza, a teljes nyolcas megtételének ideje, és a potrohrázás intenzitása a táplálék távolságát jelzi. Más fajok a kaptár belső falán táncolnak. Ekkor a nyolcas egyenes szakasza a függőlegestől akkora szögben tér el, amekkora a táplálék irányának szögeltérése a Naphoz viszonyítva. Mivel a Nap folyamatosan halad az égbolton, ezért az irány pontos megadása érdekében a felderítő egyed a tánc irányát korrigálja az eltelt idő függvényében, így az mindig a Nap aktuális helyzetéhez igazodik. A házi méh által kibocsátott hang 240–260 Hz-en szól, és maximális hangereje 110 dB, de csak néhány centiméternyire hallható, mivel inkább vízszintes irányban lenne nagyobb a hangerő, de a viasz elnyeli a nagy részét, így ereje gyorsan, a távolság harmadik hatványával arányosan csökken. A hangot a repülőizmok keltik. A tánc alatt a méh trikozánt, pentakozánt, (Z)-9-trikozént és (Z)-9-pentakozént bocsát ki.[1] Egy 2008-as kísérlet szerint a házi méhek és az indiai méhek tudtak alkalmazkodni, és jól megértették egymást.[2]

A további kutatások során kiderült, hogy a kerektánc tulajdonképpen csak nagyon rövid rezgő szakaszú rezgőtánc. Az egyes fajok tánca hasonló, de fajtánként és alfajonként is eltér, hogy milyen távolság számít messzinek. Az olasz méheknek csak 15 m-ig tart a közel; 35 m-ig átmeneti formát táncolnak, azon túl pedig a távolit. A felderítők táncát a mozgás mellett más eszközök egészítik ki; a többiek érzik a látogatott virág szagát, de kóstolót is kaphatnak a hozott virágporból vagy a mézgyomor tartalmából. Hasonlóan táncolnak a vízhordók, a víz forrásának helyét jelölve meg. Az információ pontossága csökken, ha a felderítő nem tudta kialudni magát. Alkoholfogyasztás után csökken a riszáló táncra való hajlandóság, és a méh rezgőtáncra tér át.
A távolság azt adja meg, hogy mennyit kell repülni az adott anyag forrásához; magasságot nem közöl. A táplálékforrás kiadósságára a tánc intenzitása utal. A gyűjtőméhek 5%-a felderítő; az adott helyről visszatérők 10%-a továbbadja a helyet. A kanadai Ontarióban található Hamilton városbeli McMaster Egyetem munkatársai, Kevin Abbott és Reuven Dukas kísérletei szerint, ha a méhek egy virágon halott méhet találnak, akkor kevesebb rezgőtáncot járnak. A tánc ismétlésének ritkasága veszélyre hívja fel a figyelmet.
Mozgás közben módosul a méh körüli elektromos erőtér. Coulomb törvénye szerint a körben álló méhek csápja is mozgásba jön. Ezt a Johnston-szerv észleli, és idegek közvetítik a méh agyába. Egyes elméletek szerint ez szintén támogatja a tánc által közvetített információkat.
A remegőtáncot szintén Karl von Frisch írta le, de nem tudta, hogy mi célt szolgál. 1993-ban Wolfgang Kirschner fedezte fel, hogy a remegőtánc következtében a közeli munkások nem szállnak ki nektárt gyűjteni, hanem segítenek a már begyűjtött nektár feldolgozásában. Ezzel a tánccal a gyűjtőméh arra kéri társait, hogy vegyék már át tőle a begyűjtött nektárt.
A gyantát hozók borbélytáncot járnak. Tisztogató mozdulatokat tesznek, ezzel hívják fel magukra a figyelmet. A táncos helyben maradva potrohát erősen rázza, és lábával kefélgeti magát. A tisztogató rágójával és nyelvével tisztítja meg. Hasonlóan táncolnak azok a méhek is, akik toruk hátoldalát vagy a tor és a potroh közötti derekukat akarják megtisztíttatni. A borbélytáncot először Kremnitzkyné Fröhlich Ilona írta le és értelmezte helyesen 1911-ben. Azóta többször felfedezték.
Rajzáskor a méhek lehetséges méhlakások után kutatnak. Ezeket több más dolgozó is felkeresi a nap különböző szakaszaiban, és táncukkal szavaznak a legjobb lakóhelyre. Többszöri látogatás és szavazás után a helyek száma egyre csökken, amíg meg nem állapodnak egy helyben. Ehhez nem kell teljes egyetértés; elég, hogy a méhek körülbelül 80%-a ugyanarra a helyre szavazzon. A kutatók szerint a rezgőtáncnak eredetileg csak rajzáskor volt szerepe. Mivel a helyet nem lehet más könnyen megjegyezhető inger alapján felismerni, ezért szükség volt a minél pontosabb helymeghatározásra. Csak ezután kezdték el a táplálékkereséshez is felhasználni.
A herék táncát Őrösi Pál Zoltán megfigyelte 1949-ben, de még 1968-ban sem tudta, hogy mit közölnek egymással.

## A tánc leírása
A méhek tánca során 1-100 vagy még több, nyolcas formájú kört tehetnek meg, amelyek mindegyike két részből áll: a rezgőrész és a visszatérő rész. A felderítő először egyenesen megy valamilyen irányba, és közben rázza a potrohát, majd tesz egy félkört jobbra, megint egyenesen megy és rázza a potrohát, majd tesz egy félkört balra. A következő körök során ezt a figurát ismétli a felderítő méh, amit a társai előbb megfigyelnek, majd maguk is átvesznek és eltáncolnak, mielőtt kirepülnének.
A rezgőrész iránya és hossza közvetlen összefüggésben áll a táplálékforrás irányával és távolságával. Ha tehát pontosan a nap irányába kell repülni, a méh függőlegesen felfelé kezdi a táncot, ha azzal pont ellentétesen, akkor függőlegesen lefelé. Bármilyen eltérés a függőlegestől azt jelzi, hogy a méheknek milyen irányban kell eltérni a naptól. A kastól mért távolságot a rezgőrész hossza jelzi: minél tovább tart, annál tovább kell repülni. A tánc során kb. 75 ezredmásodperc felel meg 100 méternek.
A rezgőtánc során a felderítő méh a tánc irányát korrigálja az eltelt idő függvényében, így az mindig a nap aktuális helyzetéhez igazodik. Ennek segítségével a táncot követő méhek mindig pontosan megtalálják a lelőhelyet még akkor is, ha a nap helyzete megváltozott az égbolton. A Nap helyét borult időben is látják a sarkított fénynek vagy az ibolyántúli fénynek köszönhetően.
A tánc két formája között átmenet van. Ezt sarlós táncnak nevezik. Nyolcas helyett két sarló alakban hajlott keskeny hurkot találunk, az egyenes érintkezővonal eltűnik, a sarlók egyik végükön csatlakoznak egymáshoz. A méh a sarlók homorú oldalán riszálja potrohát.
A jelenlegi elképzelések szerint a méhtánc azokból az izgatott mozgásokból jött létre, amiket a hazatérő ősi méhek végeztek. Ebben már volt szaladgálás, zümmögés, potrohrázás, de még társaiba is beleütközött az adott egyed. Hasonló táncok találhatók a többi hártyásszárnyúnál, fullánktalan méheknél, darazsaknál, de még hangyáknál is.

## Hatékonyság
Egyes méhek még 50 forduló után sem gyűjtenek eredményesen, míg mások 5 után már eredményesen gyűjtenek. A házi méhek csak az idejük 10%-ában használják fel az így szerzett információkat. Az egyén által megfigyelt és a társadalmi kommunikáció konfliktusba kerül. Ebből arra következtethetünk, hogy az így szerzett információ követése sok esetben költségesebb, mint önállóan kutatni. Sokkal inkább figyelembe veszik az illatot, mint a többit, és inkább emlékezetükre hagyatkoznak, mint a táncos által átadott többi adatra.
Bizonyos környezetben vagy bizonyos körülmények között felértékelődik a táncos által átadott információ. Az időjárás, más beporzók, vagy a táplálék elérhetőségének megváltozása maga után vonhatja a méhtánc iránti figyelem csökkenését, és a gyűjtők inkább a megszokott helyen keresnek táplálékot, és csak a kezdő gyűjtők figyelnek jobban. Ha az élelemforrások szűkösek, akkor a méhtánc felértékelődik. Mérsékelt éghajlaton a táncnak kisebb a szerepe, mert jellemzően egyszerre egy nagyobb terület borul virágba, és hosszabb ideig tart a virágzás, mint a trópusokon, ahol a nektár és a virágpor szétszórtan elhelyezkedő, rövid ideig virágzó fákról származik. Itt elég nehezen boldogultak a gyűjtők a felderítőktől kapott információk nélkül.

## A méhtánc alkalmazása egyéb kutatásokban
A mesterséges intelligenciára irányuló kutatások során az egyéb, szociális viselkedést és csoportszerveződést mutató állatfajok viselkedését felhasználták, és ennek mintájára a méhek táncát is tanulmányozták a hibatűrő hálózatok kifejlesztésére irányuló kutatások során.
Wedde, Farooq és Zhang (2004) kutatásaik során megállapították:
A publikációban bemutatjuk az általunk kifejlesztett és BeeHive névre keresztelt útkereső algoritmust, amely a házi méhek kommunikációs és értékelési módszerein alapul. Az algoritmus működése során „méh” ágensek járják be a hálózat „méhlegelőnek” keresztelt zónáit. Útjuk során a hálózat állapotát rögzítő információkat összegyűjtik és ezzel frissítik a útválasztó táblázatokat. A BeeHive hibatűrő, skálázható és teljes mértékben helyi vagy regionális hálózati információktól függ. A részletes szimulációk során kimutattuk, hogy a BeeHive hasonló vagy jobb teljesítményt ér el, mint az ugyanerre a feladatra kifejlesztett legmodernebb keresőalgoritmusok. 
Nem a méhek táncát, hanem a méhkolónia működését vette alapul a stigmergikus számítástechnika egyik ága, a méhkolónia-optimizáció, amelyet az internetes szerverek működésének optimalizálására dolgoztak ki.

## Egyéb
- A „méhek tánca”, azaz angolul a "Waggle Dance" a neve egy angol sörfajtának, amelyet a Wells and Young's Brewery gyárt. A gyártás során mézet adnak a sörléhez, amitől a sörnek kellemes, édeskés íze lesz.[20]
- Méhek tánca – 2007-es magyar tévéfilm, Kertész Ákos regénye alapján.[21][22]

## További olvasmányok
- Gould JL (1975). "Honey bee recruitment: the dance-language controversy". Science 189:685−693.
- Riley JR, Greggers U, Smith AD, Reynolds DR, Menzel R (2005). "The flight paths of honeybees recruited by the waggle dance". Nature 435:205-207.
- Seeley TD (1995). "The Wisdom of the Hive". Cambridge, MA: Harvard University Press.
- von Frisch K (1967). "The Dance Language and Orientation of Bees". Cambridge, MA: Harvard University Press.